# مبارك أو العربي
مبارك أُو العربي (1982–2011 مـ) مغنٍ مغربي يُغني باللغة الأمازيغية.

## حياته
ولد مبارك أو العربي «نبا» بقرية ملعب بإقليم الراشيدية بالمملكة المغربية سنة 1982. بدأ دراسته بنفس القرية تم إلى الراشيدية تم إلى مكناس وبعد سنوات حصل على إجازتين: الأولى في العلوم السياسة سنة 2006 والثانية في الدراسات الفرنسية سنة 2009 وبدأ في التحضير للماستر لكن وفاته حالت دون حصوله على الماستر.. كما درس العلاقات الدولية والحقوق والحضارة. وله عدة بحوث وتقارير وكتابات حول المغرب وحول واقع المغاربة وحول العديد من القضايا الإنسانية.

## طفولته
منذ طفولته وهو مولع بالغناء ومعجب الغناء العالمي والغناء الملتزم تعلم العزف على القيتارة والسكسوفون والعود والناي وغيرها كما أنه فنان تشكيلي متخصص في رسم الوجوه والطبيعة كما هو شاعر باللغات العربية والفرنسية والإنجليزية. بدأ الغناء مند الصغر غنى في المدرسة وفي الثانوية ليلقى شهرة بين الطلبة في الجامعة.غير ان موت الفجأة حال بينه وبين ان يكمل الدراسة.

## مرضه
في يوليوز 2010 شارك في مهرجان دولي بسويسرا وبعد رجوعه بأيام اصيب بمرض ودخل إلى المستشفى العسكري بالرباط بشكل مفاجئ تم تدهورت صحته تدريجيا.

## وفاته
توفي يوم 9 يناير 2011 ودفن بمسقط رأسه ولم يتجاوز الثامن والعشرين من عمره.

## طبيعة وفاته
وفاته تركت جدلا واسعا حول طبيعة وفاته. الكثيرون من بينهم أقاربه وأصدقائه يقولون أن جهات مجهولة قد سممته تصفية لنضاله وتمرده ضد الظلم ودعوته إلى السلم والحرية والتعايش، لكن هنالك من ينفي هذه الفرضية
فموحى ملال أكد بأن مبارك كان مريضا منذ مدة. ومنذ أن عرفه وصحته ليست على ما يرام" أما خالد أو العربي عضو بفرقة صاغرو الموسيقية وشقيق الفقيد قال موضحا: مبارك رحمه الله كان مصابا بمرض شيرغ ستروس ولا نملك أدلة لاتهام أحد بتسميمه." ثم يضيف” إذا ما استجدت معطيات في الأمر فإن المستقبل كفيل بكشف حقيقة الأمر".